# Cyprian Kosiński
Cyprian Kosiński (ur. w 1938 w Łodzi, zm. 3 maja 2021) – polski inżynier chemik, zawodowy siatkarz; mieszkał w Szwajcarii.
Ukończył Politechnikę Łódzką, najpierw pracował w Instytucie Tworzyw Sztucznych w Warszawie. Przez kilka lat był członkiem siatkarskiej reprezentacji Polski. W listopadzie 1954 r., będąc zawodnikiem juniorskiego zespołu Start Łódź zdobył w Zielonej Górze tytuł Mistrza Polski.
W 1965 wyjechał do Francji, gdzie pracował jako inżynier chemik; jednocześnie grał w pierwszoligowej drużynie Paryża. W 1968 udał się do Kongo, gdzie przez wiele lat pracował w Kinszasie na stanowisku dyrektora fabryki przetwórstwa tworzyw sztucznych. Następnie był prezesem i wspólnikiem firmy deweloperskiej Logec, która w stolicy Konga wybudowała dwie dzielnice miasta.
W 1989 wraz z żoną Aleksandrą podjął wiele inicjatyw promujących Polskę w krajach Czarnej Afryki rozwijając kontakty kulturalne i gospodarcze.
Za kolekcję sztuki afrykańskiej (182 dzieła sztuki różnych plemion kongijskich: Bakuba, Bakongo, Czokwe) ofiarowaną Państwowemu Muzeum Etnograficznemu w Warszawie został uhonorowany Odznaką za Zasługi dla Kultury Polskiej, natomiast za promowanie wielostronnej współpracy z Afryką i sponsorowanie imprez muzycznych, publikacji książkowych oraz filmów dokumentalnych otrzymał Krzyż Oficerski Orderu Zasługi Rzeczypospolitej Polskiej.
Kosiński sprowadził do Łodzi kapitał (ok. 270 mln euro) z Grupy Rotschilda i w ten sposób doprowadził do budowy Centrum Manufaktura w Łodzi, centrum handlowo-usługowego.